# Elaphrinae
De Elaphrinae zijn een onderfamilie van kevers uit de familie loopkevers (Carabidae). De onderfamilie omvat de volgende geslachten:
- Blethisa Bonelli, 1810
- Diacheila Motsjoelski, 1844
- Elaphrus Fabricius, 1775 – Oeverloopkevers